# Jevnaker
Jevnaker és un municipi situat al comtat d'Akershus, Noruega. Té 6.629 habitants (2016) i té una superfície de 224 km². El centre administratiu del municipi és el poble homònim.
Jevnaker està situat a l'extrem sud del Randsfjorden. El municipi limita al nord amb Gran, a l'est amb Lunner, i al sud-oest amb Ringerike (al comtat de Buskerud). El municipi es troba a l'extrem sud del comtat d'Oppland. El punt més alt és el mont Svarttjernshøgda amb una alçada de 717 metres.